# San Felices de Buelna
San Felices de Buelna est une ville espagnole située dans la communauté autonome de Cantabrie.